# Omi (cantante)
Omi, pseudonimo di Omar Samuel Pasley (Parrocchia di Clarendon, 3 settembre 1986), è un cantante giamaicano.

## Biografia
Il padre di Omar Kenroy Pasley era noto come ritrattista e un musicista con il nome di Jah Ken. Morì quando Omar, il più giovane dei suoi quattro figli, aveva nove anni. Fin dalla prima infanzia Omar cantò in occasione di eventi scolastici e pubblici, presentandosi come un rapper finché il produttore di Clifton Dillon, dopo averlo incontrato, lo mette sotto contratto per l'etichetta Shang sotto il nome di OMI. Il suo primo singolo Standing on All Threes è stato pubblicato nel 2011 e ha raggiunto un buon successo in patria. Successivamente il suo secondo singolo Cheerleader venne estratto nel 2012, ed ebbe come il precedente un buon successo in patria.
Dopo un periodo di insuccessi, raggiunse la fama a livello internazionale nel novembre del 2014 quando il suo singolo Cheerleader venne remixato dal DJ e produttore musicale tedesco Felix Jaehn e nel giro di quattro mesi diventò una hit mondiale, riuscendo a scalare le classifiche musicali di diversi paesi e ottenendo la leadership nelle chart di Stati Uniti, Australia, Austria, Canada, Danimarca, Estonia, Italia, Nuova Zelanda e Svezia, Svizzera ed altri trenta Paesi. Dopo il successo del remix venne etichettato dalla major discografica Sony Music. Successivamente pubblica il suo secondo singolo Hula Hoop.

## Discografia

### Album in studio
- 2015 – Me 4 U

### Album di remix
- 2016 – Me 4 U: The Remixes

### Singoli
- 2012 – Standing on All Threes
- 2012 – Cheerleader
- 2013 – Take It Easy
- 2013 – Fireworks
- 2014 – Color My Lips (featuring Busy Signal)
- 2014 – Cheerleader (Felix Jaehn Remix)
- 2015 – Hula Hoop
- 2016 – Drop in the Ocean (featuring AronChupa)
- 2018 – Masterpiece (con Felix Jaehn)
- 2018 – As Long As I'm With You (feat. CMC$)

### Collaborazioni
- 2016 – I Found a Girl (The Vamps feat. Omi)
- 2017 – Seasons (Shaggy feat. Omi)
- 2017 – Never (Marcus & Martinus feat. Omi)
- 2019 – Jambo (Takagi & Ketra feat. Giusy Ferreri e Omi)
- 2020 – I'm on my way (Bob Sinclar feat. Omi)